# الخرافة في التراث الإسلامي

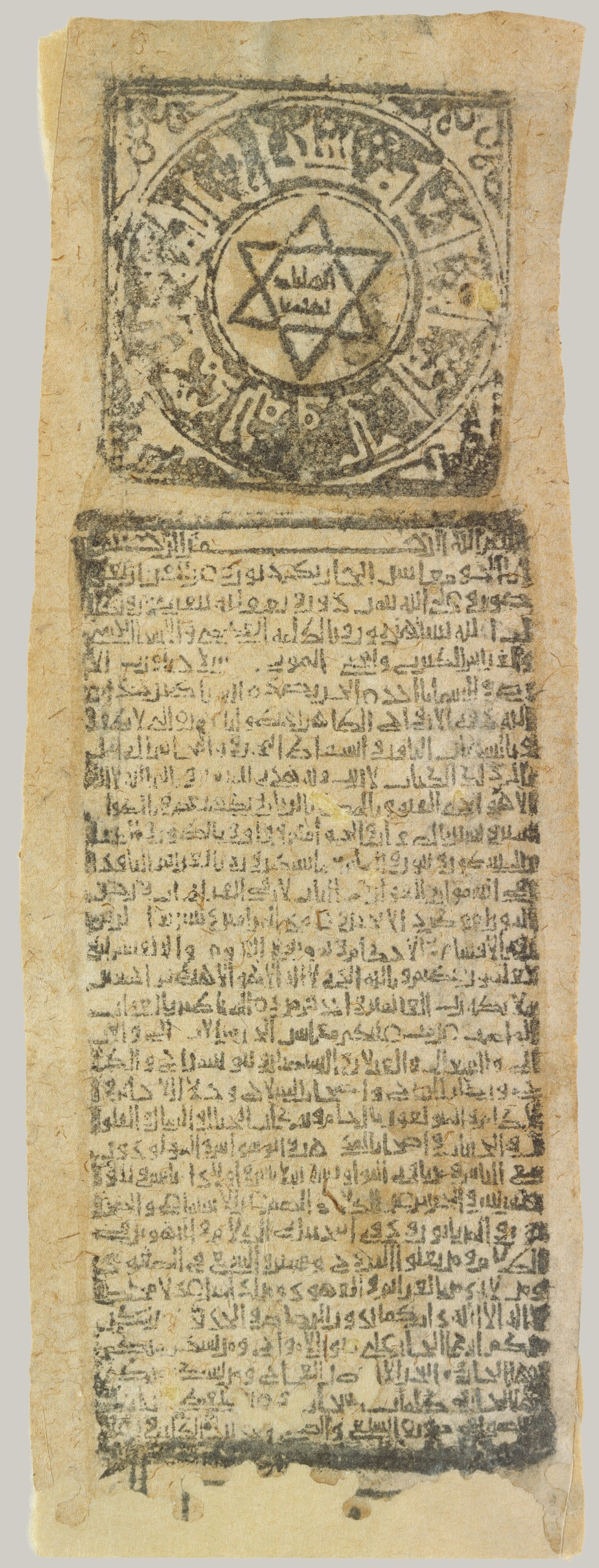
القرن الحادي عشر، تميمة فاطمية مكتوبة بالخط الكوفي مع ختم سليمان سداسي الرؤوس، متحف متروبوليتان للفنون

على الرغم من أن التقاليد الإسلامية تتبنى وجهة نظر قاتمة بشكل عام فيما يتعلق بالخرافات حول السببية الخارقة للطبيعة للأحداث الدنيوية، وتُشجع على البحث عن السبب العلمي، إلا أن المعتقدات المختلفة في الظواهر الخارقة للطبيعة استمرت في المجتمعات الإسلامية منذ ظهور الإسلام. في الدراسات الإسلامية، تنازعت المدارس والفروع الإسلامية المختلفة حول المعتقدات الغيبية والمعتقدات الخرافية، محاولةً وضع خط فاصل بينهما.
بعض المعتقدات، مثل الإيمان بالجن وغيره من جوانب الثقافة الخفية الإسلامية، متجذرة في القرآن الكريم وثقافة علم الكونيات الإسلامي المبكر؛ وتُعتبر غيبيات لا خرافات. وبنفس الطريقة، فإن تبجيل الأضرحة وقبولها، وتعزيز المعجزات المقدسة، له صلات وثيقة بهياكل السلطة الدينية الإسلامية والتقوى في التاريخ الإسلامي. لقد أثارت دراسة الخرافات في المجتمعات الإسلامية أسئلة صعبة ولكنها مهمة بالنسبة لمشاريع الإحياء الإسلامي، بما في ذلك تحدي الاستقرار التاريخي والتماسك والتميز للإسلام كدين.

## السياق والخلفية والتاريخ
وفقًا لعلي رحناما، في حين أن الأفكار الخرافية كانت أكثر انتشارًا بين المسيحيين من المسلمين حتى القرن السادس عشر الميلادي، إلا أنه بالمقارنة مع العالم الإسلامي، انخفض انتشارها وشدتها بين المسيحيين بشكل كبير بعد حركات الإصلاح في أوروبا، وأصبحَت أكثر لدى المسلمين في تلك الفترة.
وجد المسلمون الذين يواجهون المرض أو الأزمات الأخرى القوة والطمأنينة في مختلف الأشياء الدينية. ولكن لم يتجه المسلمون في تفكيرهم في الأزمات للبحث عن قوى غير طبيعية أو لوم فئة من المجتمع، كما فعل المسيحيون بأوروبا مع اليهود أو الغجر أو الموريسكيين أو النساء، بل انقسمَت الطبقة المتعلمة لفريقين، الأول حاول البحث عن أسباب الوقاية والبحث عن المرض مثل ابن سينا الذي شدد على تعقيم اليدين والنقود بالخل والثوم والحجر الصحي لوقف انتشار المرض ولسان الدين بن الخطيب الذي بحث عن أسباب المرض، وذلك عند مواجهتهما وباء الطاعون. والفريق الثاني رأى في المرض ابتلاءً يٌصبر عليه، حيث روى ابن بطوطة عند زيارته دمشق بأن كبار رجال الدين من الإسلام والمسيحية واليهودية كانوا يجتمعون عندما حلّ الطاعون، فيصلوا معًا ويسألوا الله أن يزيل غمة المرض. وفقًا لترافيس زاده، وعلى الرغم من الاستخدام التعويذي للقرآن الكريم في التعويذات والتمائم، فإن زيارة القبور أثارت الكثير من الاستنكار في بعض الدوائر الأصولية. ولا تزال ثقافة زيارة الأضرحة نشطة للغاية في المراكز الحضرية في العالم الإسلامي في العصر ما قبل الحديث. وعلى هذا النحو فإن المجالات الشعبية للأداء الديني الإسلامي تعتمد على البركة المستمدة من المادة المقدسة، خاصةً عند الصوفية. وهكذا، فإن التعبيرات المختلفة عن علم اللاهوت، من التعويذات والتمائم إلى النقوش على الأوعية والملابس، منتشرة على نطاق واسع.
وفقًا لكريستيان جروبر، فإن التقاليد الإسلامية تربط الماء بالنظافة والتقوى والطهارة، وخاصةً الماء الجاري. حيث يقول القرآن إن الماء هو مصدر كل شيء حي. منذ القرن السابع، يزور الحجاج المسلمون بئر زمزم، ويستخدمونه في طقوس التنظيف والصلاة. من القرن الحادي عشر وحتى القرن التاسع عشر تقريبًا، بدأت الثقافات الإسلامية تُطور مفاهيم الأوعية السحرية، والقلائد العلاجية، وأشياء أخرى مثل التمائم، والقمصان المليئة بالتعويذات، والمخطوطات. ارتدى بعض المسلمون المحليون تعويذات مكافحة الطاعون المعروفة باسم "حديقة الأسماء"، والمخطوطات القرآنية والتمائم حول الرقبة أو ربطها بالجسم بطريقة أخرى.
وبحسب زاده، فإن الأمر نفسه ينطبق على السحر في مظاهره المختلفة، وهو ما يفسر الكثير عن كيفية تعريف حدود ما هو مشروع وما هو غير مشروع تاريخيا والتفاوض عليها. في العصر الحديث، واجهت المجتمعات الإسلامية خطابات متنوعة لإزالة الغموض، وخضعت مجالات السحر والسحر لإعادة تشكيل كبيرة في تعبيرات التقوى الإسلامية والإخلاص والتعلم. كان هناك تيار إسلامي معارض لهذه الأفكار، يمكن ملاحظة ذلك، على سبيل المثال، بشكل ملحوظ في الانتقادات أو الأدبيات التصحيحية التي ينشرها مجموعة من العلماء المسلمين تجاه أنشطة مثل طرد الأرواح الشريرة، وعبادة الأضرحة، وإعداد التمائم، ومعظم هذا الخطاب متجذر في التفسير الإسلامي الكلاسيكي؛ ولكنها تتخذ تعبيرات مختلفة تمامًا في سياق الإصلاح الإسلامي الحديث. في وجهات النظر المتنافسة حول المعيارية، فإن السحر والعجائب والمعجزات تلعب في النهاية دور الفئات المعيارية المصممة ليس فقط لفهم العالم ولكن أيضًا لتشكيله.

### الفرق بين الخرافات
ويميز مؤلف واحد على الأقل، علي رحمانة، بين الخرافات العرضية أو المستقلة، والسحر مثل الشعوذة والشعوذة، الأسود والأبيض. في حين أن الخرافة عرضية (على سبيل المثال، لا أحد يقصد أن تعبر غراب طريقه، لذا فهي عرضية)، فإن المؤمنين بالسحر مقتنعون بأن قوانين الطبيعة يمكن أن تتغير من ساحر أو ساحرة من خلال قوى خارقة للطبيعة.

## علوم الغيبيات
تشير علوم الغريبة أو علوم الغيب إلى علوم الباطن في الإسلام. يتضمن علم الباطن في الإسلام ممارسات مختلفة مثل التعويذات وتفسير الأحلام. السيمياء هي عقيدة شائعة في التقاليد الصوفية الخفية والتي يمكن استنتاجها من فكرة ربط الطبيعة العليا بالطبيعة الدنيا، ويمكن وصفها على نطاق واسع بأنها السيمياء.

### التصوف
وفقًا لأوين ديفيز، تعرض الصوفيون لانتقادات من المسلمين الحداثيين بسبب بعض ممارساتهم الخرافية المزعومة. وفقًا لـكيلا، انتهج الوهابيون والسلفيون ممارسات قمعية وتدميرية، مثل أعمال التدنيس والتدمير الأخرى لأماكن العبادة التاريخية، والتدمير الكامل للتراث الثقافي الصوفي، مثل تكسير باب مقدس في مسجد سيدي يحيى بالقوة لأن بعض الناس كانوا يعتقدون أن هذا الباب لا ينبغي أن يُفتح حتى نهاية العالم.

### الغيبيات
في التراث العربي (وليس الإسلامي)، يقال إن الغول يسكن المقابر والأماكن الأخرى غير المأهولة بالسكان. عندما انتشر الإسلام خارج شبه الجزيرة العربية، دُمجَت قصص الجن مع المعتقدات المحلية حول الأرواح والآلهة خاصةً من إيران وبيزنطة (الروم)، مع تأثير من أفريقيا وتركيا والهند، واستخدمها المحليون وربطوها بالإسلام.
نظرًا لأن الجن، على عكس العديد من الأرواح والشياطين في الديانات الأخرى، يُعتقد أنهم كائنات مادية، فإن بعض المسلمين يلتزمون بممارسات مثل نطق كلمة دستور قبل رمي الماء الساخن، محذرين الجن من مغادرة المكان حتى لا يشعروا بالإهانة من البشر.
بسبب وجودهم الجسدي، ناقش بعض العلماء المسلمون القضايا القانونية المتعلقة بالزواج بين الجن والبشر، مما أدى إلى اعتقاد بعيد المدى في الاتحاد الجنسي بين المخلوقات الخارقة للطبيعة والبشر.

### طرد الأرواح الشريرة
يُطلق على طرد الأرواح الشريرة في التراث الإسلامي اسم العزيمة. أما الرقية من ناحية أخرى، فهي استدعاء الجن والشياطين بذكر أسماء الله، ويأمرهم بالتخلي عن أذاهم ويُعتقد أنه يصلح الضرر الذي يُعتقد أنه ناجم عن المس أو السحر أو العين الشريرة .[بحاجة لمصدر] أصبحت عمليات طرد الأرواح الشريرة اليوم جزءًا من مجموعة أوسع من الطب البديل الإسلامي المعاصر.
يوجد في المغرب العديد من تقاليد الاستحواذ، بما في ذلك طقوس طرد الأرواح الشريرة.

### النظر والتعويذة

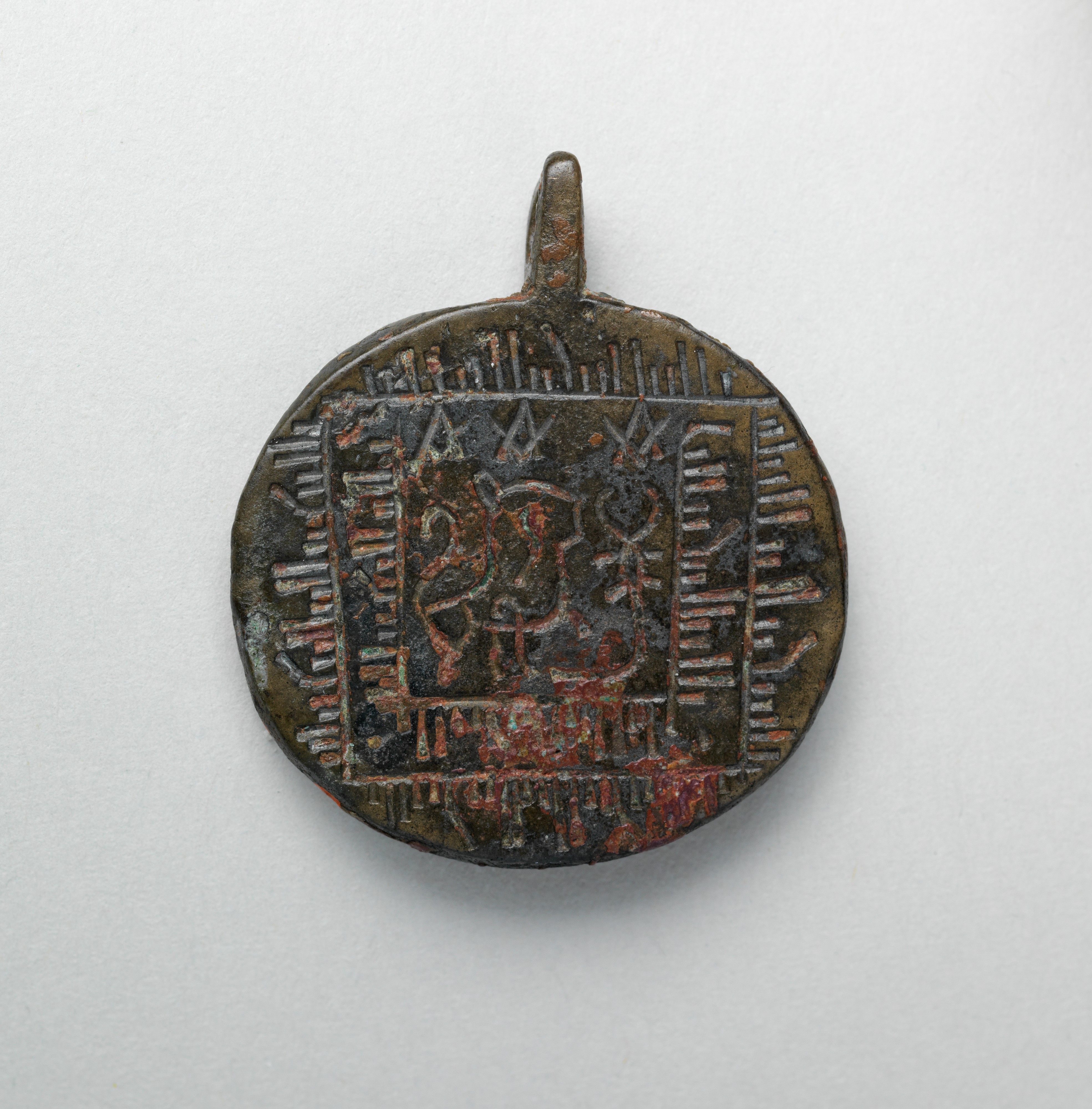
قلادة تعويذة من البرونز المصبوب، حوالي القرن العاشر، نيسابور، إيران. تظهر علامات الأبراج الأسد والعقرب أسفل ثلاثة أختام سليمانية وتحيط بها كتابة زائفة تشبه عبارة "لا إله إلا الله" بالخط العربي. متحف متروبوليتان للفنون

التعويذة هب تميمة أو قلادة تحتوي عادة على آيات من القرآن الكريم أو غيرها من الصلوات الإسلامية والرموز المتعلقة بالسحر. يرتدي بعض المسلمين التعويذة لحمايتهم من الشر.
من المفترض أن التميمة التي تسمى عين النظر تحمي من العين الشريرة، وهي خرافة مشتركة بين العديد من الثقافات بما في ذلك الثقافات الإسلامية وبحر الأبيض المتوسط.[بحاجة لمصدر]

## طالع أيضًا
- الإسلام والعلم

## الفهرس
- Rahnema, Ali (6 Jun 2011). Superstition as Ideology in Iranian Politics: From Majlesi to Ahmadinejad (بالإنجليزية). Cambridge University Press. ISBN:978-1-139-49562-2. Archived from the original on 2020-12-05. Retrieved 2020-09-03.
- Rothenberg, Celia E. (22 Sep 2011). "Islam on the Internet: the Jinn and the objectification of Islam". Journal of Religion and Popular Culture (بالإنجليزية). 23 (3): 358–371. DOI:10.3138/jrpc.23.3.358.

## في الثقافة الشعبية
- مظفر، عائشة. أبو الجن. Amazon Digital Services LLC - KDP Print US، 2018.